# 青龍寺 (大津市坂本)
青龍寺（せいりゅうじ）は、滋賀県大津市の郊外、比叡山西塔北の谷にある寺院（所在地については後述）。黒谷青龍寺ともいう。法然上人二十五霊場の特別霊場。大黒天出現の地という伝承から、大黒天を安置し、大黒谷と呼ばれていたのが黒谷となったという。京都の金戒光明寺の地を黒谷というようになったことから、元黒谷といわれている。天台宗であるが、浄土宗総本山の知恩院が管理を行っている。

## 歴史
比叡山延暦寺は東塔、西塔、横川（よかわ）の3地区に分かれ、それぞれがさらに「○○谷」と称される小地区に分かれる。これらを総称して「三塔十六谷」というが、これらとは別に、「三塔十六谷」に含まれない「別所」が2か所（黒谷、安楽谷）ある。青龍寺はこのうちの黒谷別所に位置する。黒谷は西塔の釈迦堂から北に約1.5㎞離れた山中である。青龍寺の位置は京都府・滋賀県境にまたがる比叡山の京都市側にあり、行政区分のうえでは京都市左京区八瀬秋元町に位置するが、住所の表示は延暦寺と同じく「滋賀県大津市坂本本町4220」となっている。
開基は天台座主良源（慈恵大師、通称元三大師）と伝える。久安6年（1150年）法然が18歳のとき、青龍寺の叡空の門に入った。叡空は彼を「法然房源空」と名づけた。法然は承安5年（1175年）43歳のとき浄土宗開宗に至るまで、そこを経典の探求の地とした。織田信長の比叡山焼き討ち元亀2年（1571年）により、法然房の建物は燒失した。当時法然の墓もあったという。現在ここには一切経を納める報恩蔵がある。この霊蹟は比叡山延暦寺の厚意で、浄土宗総本山知恩院が、昭和42年（1967年）青少年修練道場として再興した。若い世代に念仏信仰を伝えており、浄土宗系の高校などが使用している。

## 文化財
重要文化財
- 木造維摩居士坐像
- 木造慈恵大師坐像

以上の2体は延暦寺国宝殿に安置されている。

## 御詠歌
- 法然上人二十五霊場番外

「たつ杣（そま）や　南無阿弥陀仏の　声引くは 西にいざなう　秋の夜の月」
- 真盛上人二十五霊場第2番

「まことより　ひらきたまいし　のりのはな　さかんなれかし　あらしふくとも」

## 所在地・アクセス
- （住所）滋賀県大津市坂本本町4220
- （実際の所在地）京都府京都市左京区八瀬秋元町946
- JR京都駅から比叡山バスセンター（根本中堂付近）までバスにて65分。そこから徒歩60分。または比叡山内シャトルバスに乗り換えて「峰道」バス停下車。そこから林道を徒歩約30分。
  - かつては西塔から瑠璃堂経由で向かっていたが、道路の崩壊により現在の峰道からのルートに変更されている。
- 関係者の自動車だとすぐ近くまで乗り入れることができるが、一般参拝者は通行できないので、「峰道」バス停のある「比叡山峰道レストラン」の駐車場に駐車し、バスの場合と同じ林道を徒歩約30分。なお、尾根筋にある駐車場から谷底にある寺に、急坂を下って向かうことになるので、帰路の方が時間がかかる。
- 法然上人二十五霊場巡拝などで朱印の押印を求める場合は、予め電話で確認しておかないと、1人しか常駐していない僧侶が買い出しなどで不在の場合もある。長い道を歩いた末に到達できる寺院であるので、要注意。なお、僧侶が駐在している時は、無料で堂内に入ることができる。梵鐘も自由に撞くことができる。
- 京都バスの「登山口」バス停からの黒谷道という登山道もある。健脚者なら1時間程度で登ることができる。「峰道」バス停から歩き、帰路は「登山口」バス停に向かうと下りばかりにできる。